# Bucky Walters
William Henry Walters (ur. 19 kwietnia 1909, zm. 20 kwietnia 1991) – amerykański baseballista, który występował na pozycji miotacza przez 16 sezonów w Major League Baseball.

## Życiorys
W 1929 roku podpisał kontrakt z Boston Braves i 18 września 1931 w meczu przeciwko Pittsburgh Pirates zadebiutował w MLB. Trzy lata później został sprzedany za 60 tysięcy dolarów do San Francisco Missions z Pacific Coast League, gdzie występował głównie na pozycji trzeciobazowego i miał średnią uderzeń 0,376 w 91 rozegranych spotkaniach. W lipcu 1933 przeszedł do Boston Red Sox, a rok później do Philadelphia Phillies.
W sezonie 1936, w którym Phillies przegrali 100 meczów, miał najwięcej w National League porażek i najwięcej rozegranych shutoutów (4). Rok później po raz pierwszy wystąpił w Meczu Gwiazd. W czerwcu 1938 w ramach wymiany zawodników i 55 tysięcy dolarów przeszedł do Cincinnati Reds. W 1939 zwyciężył w lidze w klasyfikacji zwycięstw (27), miał najlepszy wskaźnik ERA (2,29), rozegrał najwięcej pełnych spotkań (31) i inningów (319), a także zwyciężył w klasyfikacji strikeouts (137) i został wybrany najbardziej wartościowym zawodnikiem. W tym samym roku wystąpił w 2. meczu World Series, jednak ostatecznie Reds ulegli New York Yankees w czterech spotkaniach.
W sezonie 1940 ponownie zwyciężył w National League między innymi w klasyfikacji zwycięstw (22), ERA (2,48), rozegranych pełnych spotkań (29) i inningów (305), a w głosowaniu do nagrody MVP National League zajął 3. miejsce za Frankiem McCormickiem z Reds i Johnnym Mize z St. Louis Cardinals. W World Series w 1940 roku, w których Cincinnati Reds pokonali Detroit Tigers 4–3, wystąpił w dwóch meczach (2–0 W–L, 1,50 ERA, 2 CG, 6 SO).
31 lipca 1945 roku w wygranym przez Reds meczu z St. Louis Cardinals doznał kontuzji ramienia, po której nie wrócił do dawnej formy. We wrześniu 1948 klub nie przedłużył z nim kontraktu. W sezonie 1950 rozegrał jeden mecz w zespole Boston Braves. Po zakończeniu kariery był między innymi trenerem miotaczy w Braves i New York Giants, a także skautem w Philadelphia Phillies. Zmarł 20 kwietnia 1991, dzień po swoich 82. urodzinach.

## Nagrody i wyróżnienia
| Nagroda/wyróżnienie      | Lata                               | Źródło |
| MVP National League      | 1966                               | [ 1 ]  |
| MVP National League      | 1939                               | [ 6 ]  |
| 6× All-Star              | 1937, 1939, 1940, 1941, 1942, 1944 | [ 1 ]  |
| Zwycięzca w World Series | 1940                               | [ 9 ]  |
| MLB Triple Crown         | 1939                               | [ 10 ] |